# Gouvernement al-Uqsur
al-Uqsur (arabisch محافظة الأقصر, DMG muḥāfaẓat al-Uqṣur) oder Luxor (ägyptisch-Arabisch Muḥāfẓet El Loʾṣor) ist seit dem 7. Dezember 2009 ein eigenständiges Gouvernement in Ägypten, nachdem es bereits seit 2006 als touristisches Gouvernement bestand. Es umfasst 2960 km² und besaß 2017 etwa 1.250.209 Einwohner.
Hauptstadt des jüngsten ägyptischen Gouvernements ist Luxor. In und um Luxor befinden sich einige der wichtigsten archäologischen Stätten Ägyptens. Das Gebiet gehörte vorher zum Gouvernement Qina.

## Lage
Das Gouvernement erstreckt sich auf der westlichen Niluferseite von Qamūlā im Norden bis Esna im Süden und auf der östlichen Niluferseite von al-Madāmūd im Norden bis Esna im Süden. Zum Gouvernement gehören nun auch die Städte Esna und Armant.